# Synopeas cynipsoides
Synopeas cynipsoides är en stekelart som beskrevs av Peter Neerup Buhl 2004. Synopeas cynipsoides ingår i släktet Synopeas och familjen gallmyggesteklar. Inga underarter finns listade i Catalogue of Life.